# Lasara, Texas
Lasara là một nơi ấn định cho điều tra dân số (CDP) thuộc quận Willacy, tiểu bang Texas, Hoa Kỳ. Năm 2010, dân số của nơi này là 1039 người.